# Sam Tucker
Pas d'image ? Cliquez ici

b Matchs officiels uniquement.
John Samuel Tucker, né le 1er juin 1895 à Bristol (Angleterre) et décédé le 4 janvier 1973 dans la même ville, est un joueur de rugby à XV, qui joue avec l'équipe d'Angleterre de 1922 à 1931, évoluant au poste de talonneur. 

## Carrière
Il a eu sa première cape internationale le 21 janvier 1922, à l’occasion d'un match contre l'équipe du pays de Galles. 
Il remporte avec l'Angleterre le tournoi des cinq nations 1928, réussissant le grand chelem. Il dispute 25 rencontres du Tournoi.

## Palmarès

### En équipe nationale
- 27 sélections avec l'équipe d'Angleterre
- 6 points, 2 essais
- Sélection par année : 1 en 1922, 5 en 1925, 4 en 1926, 4 en 1927, 5 en 1928, 3 en 1929, 4 en 1930, 1 en 1931
- Tournois des cinq nations disputés :  1922, 1925, 1926, 1927, 1928, 1929, 1930, 1931
- grand chelem en 1928, victoire seule en 1930.